# The Ledge
The Ledge (tj. Římsa) je americký hraný film z roku 2011, který režíroval Matthew Chapman podle vlastního scénáře. Film zachycuje dialog muže, který chce skokem ze střechy spáchat sebevraždu, a policisty, který mu v tom chce zabránit. Snímek měl světovou premiéru na filmovém festivalu Sundance 21. ledna 2011.

## Děj
Policista Hollis se od lékařky dozví, že je sterilní, takže obě děti, které vychovává, nemohou být jeho vlastní. S tímto zjištěním je povolán jako vyjednávač k muži, který chce spáchat sebevraždu. Muž stojící na střeše se mu představí jako Gavin a vypráví mu, co ho přimělo k tomuto rozhodnutí. Gavin pracuje jako zástupce ředitele hotelu a zjistí, že jeho nová sousedka Shana se zde uchází o místo. Gavinův spolubydlící Chris je gay a oba jsou pozváni Shanou a jejím manželem Joem na večeři. Zde Gavin zjistí, že Joe je ultrakonzervativní katolík s netolerantním postojem k homosexuálům. Považuje omylem Gavina a Chrise za partnery. Gavin je ateista a je velmi kritický jak ke katolické víře, tak i k jiným náboženským směrům, jako je kabala, kterou vyznává Chris. Rozhodne se proto pomstít se Joeovi tím, že svede jeho ženu Shanu, což se mu podaří. Joe ovšem na nevěru přijde a podle Starého zákona musejí oba cizoložníci zemřít. Joe ale dá Gavinovi na vybranou mezi životem jeho a nebo Shany.

## Obsazení
| Charlie Hunnam     | Gavin Nichols  |
| Patrick Wilson     | Joe            |
| Liv Tyler          | Shana          |
| Terrence Howard    | Hollis Lucetti |
| Christopher Gorham | Chris          |
| Jaqueline Fleming  | Angela Lucetti |
| Maxine Greco       | Consuela       |